# Melora Walters
Melora Walters (* 21. Oktober 1968 in Dhahran, Saudi-Arabien) ist eine US-amerikanische Filmschauspielerin.

## Leben und Leistungen
Walters wurde als Kind amerikanischer Eltern in Saudi-Arabien geboren. Dort und in den Niederlanden wuchs sie auf. Walters besuchte die Lake Forest Academy-Ferry Hall in Lake Forest, Illinois.
Der erste Film, in dessen Abspann Walters erwähnt wurde, war Der Club der toten Dichter aus dem Jahr 1989. Für ihre Rolle im Filmdrama Boogie Nights (1997) wurde sie im Jahr 1998 als Mitglied des Schauspielerensembles für den Screen Actors Guild Award nominiert und mit dem Florida Film Critics Circle Award ausgezeichnet. Für die Rolle im Filmdrama Magnolia (1999) erhielt sie im Jahr 2000 eine weitere Nominierung für den Screen Actors Guild Award und den zweiten Florida Film Critics Circle Award.
Im Actionthriller Desert Saints (2000) spielte Walters an der Seite von Kiefer Sutherland eine der größeren Rollen. Im Thriller WiseGirls (2002) übernahm sie neben Mira Sorvino und Mariah Carey eine der Hauptrollen. Für die Rolle in der Komödie Melvin Goes to Dinner (2003) gewann sie im Jahr 2003 als Mitglied des Schauspielerensembles den Copper Wing Award des Phoenix Film Festivals. In der Fernsehserie Big Love spielte sie ab dem Jahr 2006 eine Schwägerin des in Utah lebenden Polygamisten Bill Henrickson (Bill Paxton), der mit Barbara (Jeanne Tripplehorn), Nicolette (Chloë Sevigny) und Margene (Ginnifer Goodwin) verheiratet ist.

## Privatleben
Walters heiratete im Jahr 1990 den Schauspieler und Regisseur Christopher Scotellaro und ließ sich 1994 von ihm scheiden. In den Jahren 1996 bis 2003 war sie mit dem Schauspieler Dylan Walsh verheiratet, von dem sie einen Sohn (* 1996) und eine Tochter hat (* 1997). Im Juni 2008 heiratete sie den Kameramann Alex Vendler und reichte im September 2010 die Scheidung ein.

## Filmografie (Auswahl)
- 1989: Der Club der toten Dichter (Dead Poets Society)
- 1989–1990: Roseanne (Fernsehserie, 5 Episoden)
- 1992: Ein Hund namens Beethoven (Beethoven)
- 1993: Twenty Bucks
- 1994: Cabin Boy
- 1995: New York Cops – NYPD Blue (NYPD Blue, Fernsehserie, 2 Episoden)
- 1996: Hard Eight (Sydney)
- 1996: Eraser
- 1996: American Strays – Lieben oder töten (American Strays)
- 1997: Boogie Nights
- 1998–1999: L.A. Doctors (Fernsehserie, 20 Episoden)
- 1999: Magnolia
- 2000: Desert Saints
- 2001: Rain
- 2001: Speaking of Sex
- 2002: Wisegirls (WiseGirls)
- 2002: Push, Nevada (Fernsehserie, 7 Episoden)
- 2003: Melvin Goes to Dinner
- 2003: Tricks (Matchstick Men)
- 2003: The Big Empty
- 2003: Unterwegs nach Cold Mountain (Cold Mountain)
- 2003–2004: Threat Matrix – Alarmstufe Rot (Threat Matrix, Fernsehserie, 13 Episoden)
- 2004: Butterfly Effect (The Butterfly Effect)
- 2005: CSI: Vegas (CSI: Crime Scene Investigation, Fernsehserie, Episode 6x05)
- 2006–2010: Big Love (Fernsehserie, 35 Episoden)
- 2008: Desperate Housewives (Fernsehserie, 2 Episoden)
- 2008: Harrison Montgomery
- 2009: Hurt
- 2010: Shit Year
- 2010: Love Ranch
- 2011: The River Murders
- 2013: Lonely Boy
- 2013: Short Term 12
- 2013: Underdogs
- 2015: Criminal Minds (Fernsehserie, 2 Episoden)
- 2015: Big Box of Horror
- 2015: Sacrifice
- 2015: Sex, Death and Bowling
- 2016: Sugar Mountain
- 2016: Navy CIS (Fernsehserie, 1 Episode)
- 2017: More Than Enough (Good After Bad)
- 2017: The Lovers
- 2017: Law & Order: Special Victims Unit (Fernsehserie, Episode 19x07)
- 2018: The Amaranth
- 2018: Doubting Thomas
- 2018: Cam
- 2018: Venom
- 2019: Now Is Everything
- 2019: Drowning
- 2019: Robert the Bruce – König von Schottland (Robert the Bruce)
- 2020: Pink Skies Ahead
- 2021: Far More
- 2021: The Accursed
- 2021: Offseason – Insel des Grauens (Offseason)
- 2022: The Hater
- 2022: American Gigolo (Fernsehserie, 4 Episoden)